# The Rebellion of Kitty Belle
The Rebellion of Kitty Belle é curta-metragem de drama mudo produzido nos Estados Unidos e lançado em 1914.